# NGC 6230
NGC 6230 је елиптична галаксија у сазвежђу Херкул која се налази на NGC листи објеката дубоког неба.
Деклинација објекта је + 4° 36' 16" а ректасцензија 16h 50m 46,8s. Привидна величина (магнитуда) објекта NGC 6230 износи 14,5 а фотографска магнитуда 15,5. NGC 6230 је још познат и под ознакама UGC 10575, MCG 1-43-5, CGCG 53-14, PGC 59106.